# (44594) 1999 OX3
(44594) 1999 OX3 est un objet transneptunien découvert le 21 juillet 1999.
Son orbite de type centaure l'approche parfois plus près du Soleil que la planète Uranus.